# Lengyel György
Lengyel György (Budapest, 1936. május 18. –) Kossuth- és Jászai Mari-díjas magyar rendező, egyetemi tanár, színházigazgató, érdemes és kiváló művész.

## Életpályája
Szülei Lengyel Lajos (1896–1980) bankhivatalnok és Gróf Margit (1902–1999) voltak. 1952–1954 között a Madách Imre Gimnázium diákja volt. 1956–1961 között a Színház- és Filmművészeti Főiskola színházrendező szakán tanult. 1961–1963 között a debreceni Csokonai Színház rendezője, 1963–1966 között főrendezője, 1979–1981 között művészeti vezetője volt. 1966–1988 között a Madách Színház rendezőjeként dolgozott. 1967 óta a Színház- és Filmművészeti Főiskola tanára, 1984–2006 között egyetemi tanára. 1999-ben DLA fokozatot szerzett, jelenleg az intézmény professor emeritusa. 1981–1999 között a Nemzetközi Színházi Intézet Magyar Központjának elnöke volt. 1988–1993 között a Pécsi Nemzeti Színház igazgatója volt. 1993–2001 között a debreceni Csokonai Színház igazgatójaként tevékenykedett.
Vendégként rendezett a Nemzeti Színházban, a Vígszínházban a Veszprémi Petőfi Színházban és a Miskolci Nemzeti Színházban, a Szegedi Szabadtéri Játékokon, a Magyar Televízióban, a Magyar Rádióban. Tanított az Ottawai Egyetemen, az Illinois-i Egyetemen, a seattle-i Washingtoni Egyetemen, a Tennesseei Egyetemen.

## Magánélete
1967-ben házasságot kötött Sándori Ágnessel. Két lányuk született; Dorottya (1973) és Fruzsina (1974).

## Színházi rendezései
- Gribojedov: Az ész bajjal jár (1961)
- Hervé: Nebáncsvirág (1961)
- William Shakespeare: Vízkereszt (1961)
- Miller: A salemi boszorkányok (1962, 1984)
- Kielland: Az ember, aki nemet mondott (1962)
- William Shakespeare: Ahogy tetszik (1962, 1968)
- Németh László: Az utazás (1962)
- Molnár Ferenc: Olympia (1962, 1965)
- Gyöngyössy Imre: Csillagok órája (1963)
- Móricz Zsigmond: Úri muri (1963)
- Lacour: Érettségi előtt (1963)
- Shaw: Szent Johanna (1963)
- Brecht: A kaukázusi krétakör (1964)
- William Shakespeare: III. Richárd (1964)
- Brecht: Jó embert keresünk (1964)
- Ibsen: Peer Gynt (1965, 1971)
- Katona József: Bánk bán (1965, 1978)
- Tabi László: Az élet királya (1965)
- Müller Péter: Szemenszedett igazság (1966)
- Csehov: Sirály (1966)
- Molière: Kénytelen házasság (1966)
- Molière: Scapin furfangjai (1966)
- Ránki György: Egy szerelem három éjszakája (1966)
- Tabi László: Enyhítő körülmény (1967)
- Wilder: A mi kis városunk (1967)
- Gáspár Margit: Ha elmondod, letagadom (1967)
- Szlavin: Örvény (1967)
- Albee: Nem félünk a farkastól (1967, 1989)
- Kolozsvári Grandpierre Emil: A csillagszemű (1968)
- Szakonyi Károly: Ördöghegy (1968)
- Karinthy Ferenc: Gőz (1968)
- Illés Endre: Törtetők (1969, 1980)
- Lengyel Menyhért: A waterlooi csata (1969)
- Giraudoux: Bellaci Apollo (1969)
- Williams: Múlt nyáron hirtelen (1969)
- Németh László: Papucshős (1969)
- Illés Endre: Festett egek (1969)
- Wilder: Hosszú karácsonyi ebéd (1970)
- Stoppard: Nagy szimat avagy az igazi mesterdetektív (1970)
- H. Barta Lajos: Békesség, ámen! (1970)
- Móricz Zsigmond: Groteszk (1970)
- Shaffer: Mesterdetektív (1970)
- Móra Ferenc: Rab ember fiai (1971)
- Darvas József: A térképen nem található (1971)
- Williams: Az iguana éjszakája (1972)
- Molnár Ferenc: A hattyú (1972)
- De Filippo: Vannak még kísértetek (1972)
- Karinthy Ferenc: Szellemidézés (1972)
- Tabi László: Családi dráma (1973)
- Ginzburg: A hirdetés (1973)
- Gyárfás Miklós: Beatrix (1973)
- Illés Endre: Névtelen levelek (1974)
- Móricz Zsigmond: A murányi kaland (1974)
- Ibsen: Hedda Gabler (1974, 1994)
- Carlo Goldoni: Nyaralni mindenáron (1975)
- Wilder: A házasságszerző (1975)
- Illés Endre: Spanyol Izabella (1976)
- Gogol: Holt lelkek (1976)
- Gábor Andor: Vássza Zseleznova (1977)
- Szabó Magda: Régimódi történet (1977, 1979)
- Molière: A versailles-i rögtönzés (1978)
- Molière: Tartuffe (1978)
- Gyárfás Miklós: Utójáték Euripidészhez (1978)
- Gyárfás Miklós: Vadászat az erdészházban (1978)
- Szakonyi Károly: A hatodik napon (1978)
- Tolsztoj: Élő holttest (1979)
- Szabó Magda: A meráni fiú (1980)
- William Shakespeare: János király (1980)
- Madách Imre: Az ember tragédiája (1981, 1992, 1996)
- Csiky Gergely: Mukányi (1981)
- Molière: A fösvény (1981)
- Ibsen: A vadkacsa (1982)
- Szabó Magda: A csata (1982)
- Mikszáth Kálmán: A Noszty fiú esete Tóth Marival (1982)
- Gelman: Magasfeszültség (1983)
- Popper Péter: Színes pokol (1983)
- Szabó Magda: És ha mégis, uram? (Béla király) (1983, 1997)
- Molnár Ferenc: Játék a kastélyban (1984)
- Rostand: Cyrano de Bergerac (1985, 1987)
- Szabó Magda: Szent Bertalan nappal (1986)
- Karinthy Ferenc: Hol az az utca? (1986)
- Camus: Caligula (1986)
- Molnár Ferenc: Az ördög (1987)
- Dürrenmatt: Play Strindberg (1988)
- Miller: Az érseki palota mennyezete (1988)
- William Shakespeare: Antonius és Kleopátra (1988)
- Turgenyev: Apák és fiúk (1989)
- Ayckbourn: Az ejnye-bejnye kórus (1990)
- William Shakespeare: Szeget szeggel (1990)
- Márai Sándor: Kaland (1991)
- William Shakespeare: A szentivánéji álom (1991)
- Bulgakov: Optimista komédia (1992)
- William Shakespeare: Julius Caesar (1993)
- Németh László: Galilei (1994)
- O'Neill: Amerikai Elektra (1995)
- Dosztojevszkij: A félkegyelmű (1995)
- Mozart: Figaro házassága (1996)
- Mozart: Don Giovanni (1997)
- Hubay Miklós: Hová lett a Rózsa lelke? (Nizsinszki) (1997)
- Csajkovszkij: Anyegin (1998)
- Dosztojevszkij: Bűn és bűnhődés (1998)
- Mozart: Così fan tutte avagy a szerelem iskolája (1999)
- William Shakespeare: Hamlet (1999)
- Verdi: Don Carlos (2000)
- Erkel Ferenc: Hunyadi László (2000)
- Strauss: A denevér (2001)

## Filmjei
- Peer Gynt (1977)
- Az ész bajjal jár (1977)
- Hogyan csináljunk karriert? (1981)
- Waterlooi csata (1982)
- Régimódi történet (1982)
- A rágalom iskolája (1984)
- A kertész kutyája (1986)
- A nagy varázslat (1989)
- Szabó Magdáról (2008)
- Dr. Németh Antal színháza (2008)
- A Teremtéstől az Emberig (2009)

## Díjai, elismerései
- Jászai Mari-díj (1965)[3]
- Érdemes művész (1980)[3]
- Madách-díj (1984)
- Kiváló művész (1990)[3]
- Horváth Árpád-díj (1994)
- A Magyar Köztársasági Érdemrend tisztikeresztje (1996)
- Pro urbe Debrecen (2001)[3]
- Hevesi Sándor-díj (2002)
- Kossuth-díj (2018)